# Malt Whisky Trail
 (décembre 2023).
La Malt Whisky Trail (en français le chemin du whisky de malt) est une route touristique reliant huit distilleries de whisky et une tonnellerie de la région écossaise du Speyside. Il s’agit d’une initiative locale visant à promouvoir le patrimoine lié au whisky et à développer le tourisme.

## Parcours
L’itinéraire conseillé pour la route est le suivant :
- Benromach
- Cardhu
- Dallas Dhu (en)
- Glenfiddich
- Glen Grant
- The Glenlivet
- Glen Moray
- Tonnellerie du Speyside
- Strathisla

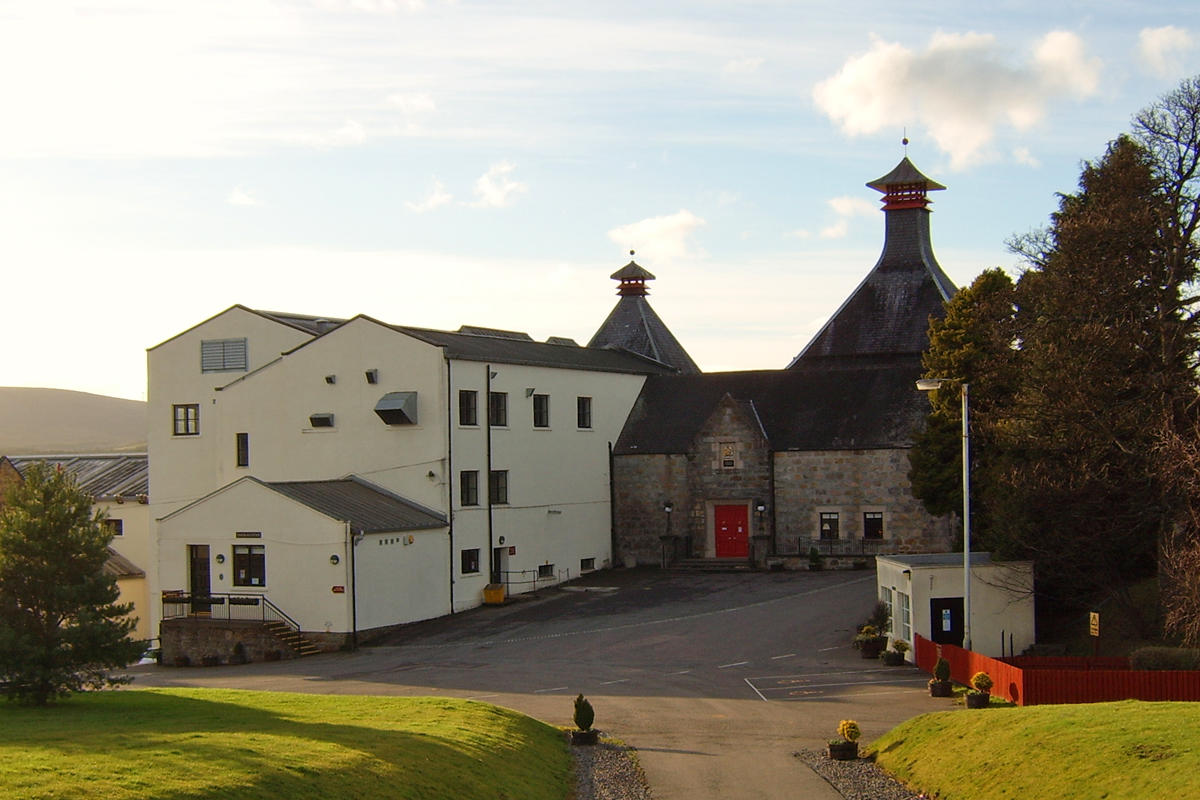
La distillerie Cardhu.
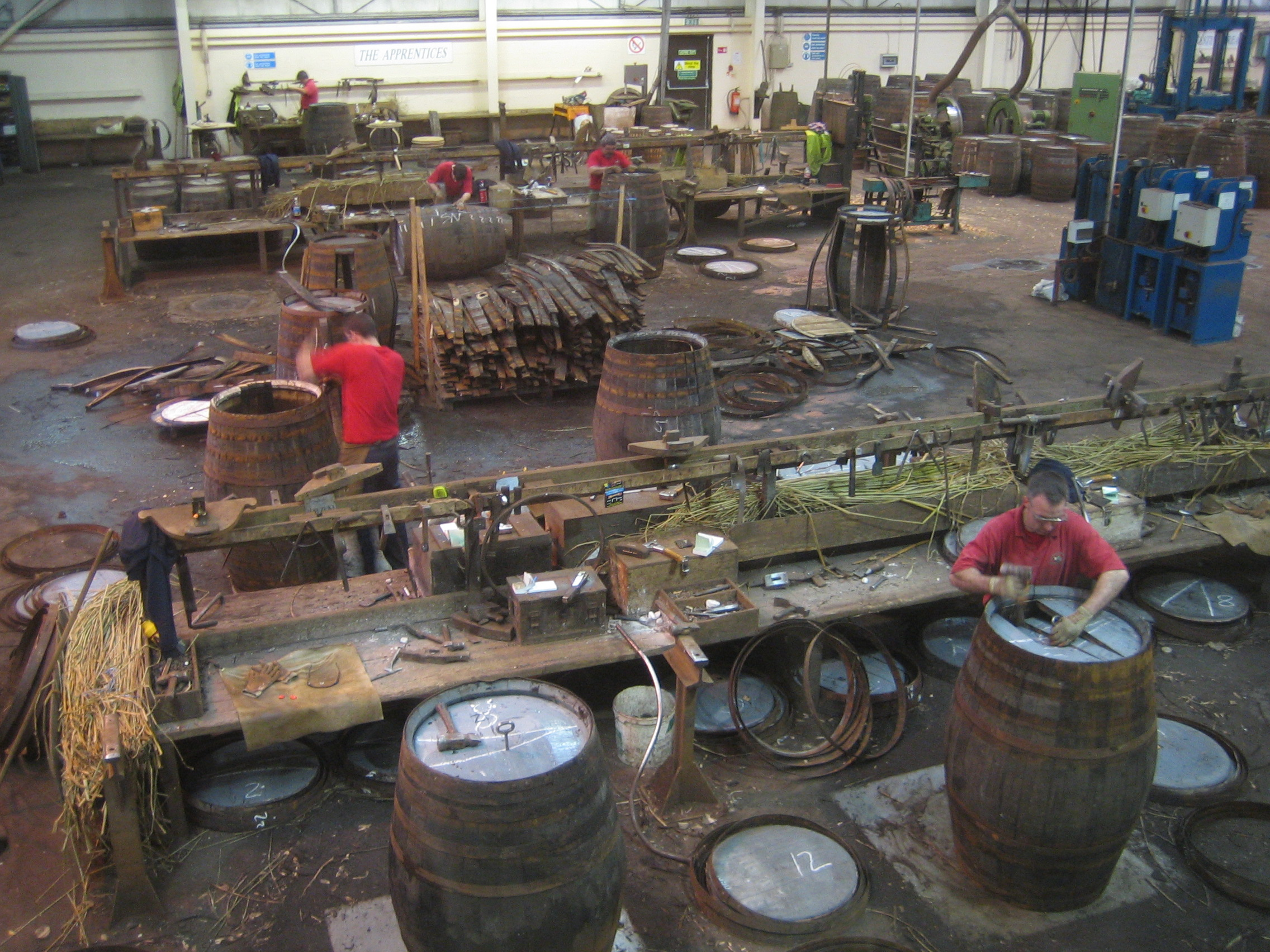
La tonnellerie du Speyside.